# Monastero degli Zoccolanti
Il monastero degli Zoccolanti è un monastero del XVI secolo che si trova a Torre del Greco.

## Caratteristiche
Il monastero dei padri osservanti minori detti zoccolanti dell'Ordine dei francescani a Torre del Greco rappresenta il più importante e ricco monumento storico della città.
Sorto nella seconda metà del Cinquecento per volere della cittadinanza e dell'ordine dei Francescani fu eretto su una collina nei pressi della porta di Capotorre. L'edificio posto a circa 50 m s.l.m. fu edificato sul modello di altri edifici conventuali, con corte centrale e porticato al piano terra. Tutto il primo piano fu adibito al culto e alle celle, mentre il piano sottostante accoglieva le cucine, la chiesetta del Santissimo, il cimitero, il refettorio ed alcune stanze di degenza che ospitavano personaggi illustri (malati) della curia napoletana e romana. 
Qui il clima era a quei tempi salubre e la vicinanza del mare e della collina vesuviana offriva atmosfere di grande suggestione. Gli ospiti del monastero erano indirizzati spesso presso la sede torrese per guarire da affezioni respiratorie e reumatiche. Intorno al monastero, il grande giardino nel quale si coltivavano ortaggi e soprattutto la vite.
Un breve atrio immette, prima di giungere al chiostro, a sinistra, in alcuni ambienti dove erano sistemate le cucine, dagli ampi focolari e dalle enormi cappe, che ancora oggi si possono vedere; e a destra, nel refettorio, un grande ambiente voltato, dall'imponente architettura. Oggi rimane ben poco di quello che doveva essere l'antico allestimento. Sono andati perduti gli scanni di legno che cingevano la sala ed anche la pregevole decorazione ed affresco che ornava il soffitto, di cui restano soli pochi frammenti. Da questi piccoli ma significativi testimoni possiamo capire come fosse improntata la decorazione della sala.
La volta era interamente decorata da eleganti e fantasiose grottesche su fondo bianco, intervallata al centro da una serie di tondi, entro cui campeggiavano alcune figure, di cui non conosciamo il soggetto. Di quei tondi il solo ancora visibile è quello che rappresenta il Padre Eterno benedicente. La decorazione deve essere datata agli anni successivi al 1578 (data di fondazione) e presenta dell'affinità con quella delle vele del chiostro napoletano di S. Maria La Nova. Il lunettore in fondo al refettorio è decorato con un affresco raffigurante la deposizione di Cristo dalla Croce. Oltrepassato l'atrio, si giunge direttamente nel chiostro, dalla imponente ma lineare architettura. Cinque arcate sorrette da massicci pilastri, scandiscono i lati di un ampio cortile quadrato, al centro del quale vi è un solido pozzo in pietra lavica. Una nota particolare va dedicata agli affreschi del chiostro: una sorta di enciclopedia illustrata degli episodi più significativi della vita di San Francesco ed altri Santi dell'Ordine, che si snoda lungo le quattro pareti del chiostro. La decorazione, riferibile alla seconda metà del secolo XVII, presenta ventiquattro pannelli con varie scene, ognuna commentata da una didascalia; gli scomparti sono intervallati da medaglioni, entro cui sono ritratti i Provinciali ed altre figure di rilievo dell'Ordine. Questo programma decorativo non è l'unico nel suo genere. Cicli pittorici simili si ritrovano in altri chiostri francescani disseminati per l'Italia, ad evidenziare la volontà, delle autorità dell'Ordine, ad unificare i temi iconografici. Un ciclo pittorico con caratteristiche simili a quello degli Zoccolanti è presente nel chiostro delle clarisse del convento napoletano di S. Chiara. I due cicli presentano molte affinità stilistiche, tra cui anche il sistema di impaginazione delle scene. Un'ultima spiacevole nota d'obbligo. Riguarda le condizioni disastrose in cui versa questo importante complesso monumentale cittadino.

## Storia
Il convento, fondato nel il 1º maggio 1578 da frate Domenico Della Torre, fu occupato dai Frati Francescani Osservanti, ordine risalente al movimento di riforma dell'osservanza, nato nel XIV secolo da quella parte dei francescani che chiedeva un più severo rispetto delle regole del fondatore.
Il primo a sancire la divisione tra i frati Conventuali, che abitavano in conventi urbani e gli Osservanti, fu Papa Eugenio IV (1383-1447). Tale divisione ebbe la conferma ufficiale da Papa Leone X (1513-1521), che il 19 maggio 1517 separò i Conventuali o Minoriti dagli Osservanti o Francescani, dal saio marrone. Nell'ordine degli Osservanti confluirono anche gli Zoccolanti (Padri Minori Osservanti o Zoccolanti) il cui nome risale al 1386, anno in cui alcuni frati si stabilirono nella zona boscosa di Brogliano in Umbria ed ebbero il permesso di calzare zoccoli di legno per difendersi dai morsi dei serpenti che infestavano la zona.
La suddivisione dell'Ordine, del 1517, nelle due famiglie dei Conventuali e degli Osservanti non impedì, tuttavia, un nuovo “moto secessionista” all'interno del movimento francescano. Nella stessa famiglia degli Osservanti si distaccarono prima i Riformati e poco dopo i Francescani eremiti, meglio conosciuti sotto l'appellativo di Cappuccini. Questi ultimi ottennero il riconoscimento ufficiale da Papa Clemente VII, il 3 luglio 1528, mentre i Riformati furono riconosciuti dallo stesso pontefice il 16 novembre 1532. 
Il complesso conventuale fu edificato all'estremità occidentale in quartiere molto antico, quello di “Capo la Torre”, come veniva chiamato una volta, oggi Capo Torre o Capotorre, nome derivato dal fatto che un tempo, proprio in questo luogo, vi era la porta della città.
Fu scelta per l'edificazione, la parte più alta di un promontorio, che forse prima dell'eruzione del 79 d.C., affacciava direttamente sul mare, in quanto le eruzioni del Vesuvio del 1631 e del 1794 modificarono sensibilmente la linea di costa, oggi di centinaia di metri più avanti rispetto al XVI secolo.
L'ingresso del Convento era arretrato rispetto alla Strada Regia delle Calabrie, che collegava Napoli con i paesi vesuviani costieri; e sicuramente il panorama che si ammirava dal Convento doveva essere incantevole, grazie alla posizione emergente, si godeva della vista dell'intero Golfo di Napoli, da Sorrento a Capo Miseno.
E questa sua favorevole posizione e l'aria salubre del luogo che permisero l'utilizzo della struttura come convalescenziario che dipendeva direttamente dall'infermeria di Santa Maria la Nova di Napoli sia per i religiosi che gli infermi dove qui avrebbero potuto certamente recuperare forze ed energie.
I lavori, nonostante il notevole contributo della popolazione, procedevano lentamente, tanto che nel 1587, il Convento non era ancora terminato, anche se era abitato già da 6 frati.
L'edificio fu realizzato secondo i principi che ispiravano la vita dei frati francescani, improntati sulla semplicità e povertà, con il chiostro quadrato circondato dai locali destinati a sala capitolare, cucina, refettorio, mentre al primo piano vi erano le celle dei frati.
Nel 1610 fu eretta a fianco, per opera di Padre Damiamo d'Ascione, una “vasta e grandiosa chiesa” sotto il nome della Madonna delle Grazie che spinse i marinai e pescatori a realizzare a proprie spese una cappella “dedicata alla Concezione della Beatissima Vergine e vi costruirono un sepolcreto affinché le loro ossa vi riposassero insieme. La chiesa tuttavia nel 1650 a causa di un terremoto subì danni strutturali al punto tale che crollato il tetto ed una parete laterale si dovette provvedere alla ricostruzione.
La Cappella della Confraternita venne spostata nel luogo dell'attuale sacrestia ed a memoria del fatto nel 1693 venne posta nella chiesa una lapide: Nautae et piscatores sacellum hoc in honorem conceptionis beatissimae virginis pie erexerunt tumulum statuerunt ut eorum hic ossam simul conquiescerent anno MDCXIII. I marinai a questo punto furono costretti a trasferire l'immagine in un'altra sede, essendo stata la Chiesa ricostruita più piccola. 
Nel dicembre del 1631, dopo un silenzio durato 131 anni, il Vesuvio manifestò la sua devastante potenza: due bocche eruttive si aprirono riversando all'esterno grandi quantità di colate laviche che investirono il territorio giungendo fino a mare. Le lave incandescenti, le colate di fango, le ceneri e gli altri fenomeni legati all'attività eruttiva del vulcano provocarono ingentissimi danni e morti.
La città di Torre del Greco appariva come un vasto campo di scorie e ceneri; il mare, che lambiva il castello baronale, si allontanò a tal punto che la straordinaria quantità di ceneri e lapilli formarono un'ampia spiaggia, detta “mare seccato”. Tra tutta questa devastazione, il Convento rimase quasi indenne.
La città, caparbiamente, fu ricostruita in breve tempo e nella seconda metà del XVII secolo, il Convento divenne un importante centro di studi letterari, filosofici e di teologia morale.
L'edificio fu risparmiato dalle due terribili eruzioni vesuviane del 1631 e del 1794, rimanendo dimora dei Francescani fino al 22 settembre 1811, anni in cui fu soppresso per editto reale e i Francescani furono costretti a trasferirsi in altri Conventi dell'Ordine Minore.
Alla metà del XVII secolo il Convento era un centro di studi che consentiva, soprattutto a chi voleva intraprendere la carriera ecclesiastica, di avviarsi agli studi letterari, filosofici e di teologia morale, come risulta da un attestato di padre Antonio da Napoli, sacerdote e insegnante nel Convento di S. Maria delle Grazie, con il quale dichiarava che il diacono Battimo Cirillo di Torre del Greco si dedicava allo studio delle lettere e soprattutto a quello dei casi di coscienza. 
Nel 1708 la comunità religiosa era formata da 16 frati: 8 sacerdoti, 5 laici, 3 terziari. Troviamo nei protocolli del notaio Andrea Pizza un contratto tra il maestro stuccatore Domenico Cataleto di Napoli e il padre guardiano Crisanto da Marigliano, per la stuccata della Chiesa per il prezzo convenuto di ducati 200 (10 ottobre 1714). Il Convento e la Chiesa erano circondati da un vigneto di circa 5 moggia che apparteneva all'Università. Il 4 aprile 1741, nel pubblico parlamento, presieduto dagli Eletti e dai Deputati, i cittadini deliberarono di cedere ai frati il territorio arbustato e coltivato a vitigni di cinque moggi, che circondava il Convento e che apparteneva alla città, riservandosi il diritto di servirsene come pubblico passaggio; questa donazione fu voluta per l'opera sia spirituale che materiale che essi prestavano alla popolazione. Spesso nel chiostro erano soliti radunarsi i cittadini per nominare gli Eletti.
La Santa Visita del 1742, compiuta dal cardinale Giuseppe Spinelli, riferisce che i frati erano 21 un tutto: 15 sacerdoti, 5 laici e un terziario. Dei sacerdoti, 3 erano confessori: Angelo da Calvizzano, Clemente della Torre, Giacomo d'Ischia. 
Nel 1772 fu stipulato un contratto fra il maestro marmoraro Nicola Murolo di Napoli e fra Diego da Sorrento, laico professo del convento, per l'esecuzione di 7 scalini marmorei da porsi davanti a ciascuno dei 4 altari della Chiesa. Nel 1780 padre Innocenzo da Napoli, superiore del convento, ne fece misurare l'atrio, la portineria, il giardino e ne attestò per atto pubblico quello che avrebbe dovuto sacrificarsi per una rettifica della strada di S. Maria del Principio. 
Il 31 marzo 1786 i frati protestarono contro il razionale Iovane, il quale voleva innalzare la sua casa, posta a oriente della Chiesa: agendo così avrebbe tolto loro il panorama delle colline e dei monti. 
Il 4 dicembre 1786 il duca di Torritto, sopraintendente dell'Università, ripristinò la scuola pubblica a Torre e ne aprì tre: una era situata in qualche stanza del nostro Convento e siccome i ragazzi torresi non troppo la frequentavano perché era distante dal centro vi fu nel 1791 una dichiarazione di p. Onofrio da Napoli, adibiti come maestro, il quale riferì che, nonostante tutti i bandi emessi da Governatore, nessun ragazzo si era presentato a scuola. In quegli anni, furono eseguiti lavori di abbellimenti al complesso conventuale.
Nel 1780 fu realizzata la strada che collegava la Strafa Regia con la Chiesa di S. Maria del Principio (l'attuale discesa della Madonna del Principio); per la sua realizzazione però i frati dovettero cedere parte del terreno di loro proprietà.
Nel 1786 una delle tre scuole pubbliche aperte in città, fu situata all'interno del Convento dei francescani.
Prima dell'eruzione del 1794 si entrava al Convento dal vano posto all'estremità del braccio parallelo all'antica Strada Regia; il corso della lava si riversò sulla strada circondando questo lato del Convento e scendendo lungo S. Maria del Principio e raggiunse il mare.
La massa lavica alzò il livello dell'antica strada di circa sei metri, tanto da ostruire l'ingresso originario, ancora visibile; anche le finestre dei locali prospicienti il chiostro, furono raggiunte dalla lava e rese inutilizzabili.
L'eruzione del 15 e 16 giugno 1794, che spianò Torre seppellendo la Parrocchia di Santa Croce, non risparmiò la Chiesa di S. Maria delle Grazie, che fu invasa dalla lava quasi per metà fin dietro il coro, collocato alle spalle dell'altare maggiore. Rimasero occupati dalla lava anche 4 altari laterali. Essendo rimasta la costruzione in piedi ma deturpata, essa fu riadattata dai religiosi ne 1795, ma più bassa della precedente, sacrificando parecchi metri d'altezza, quanti il masso basaltico della lava ne coprì, sollevando: suolo stradale. Il convento fu inondato dalla lava incandescente fino al primo piano, che fu danneggiato gravemente.
Dopo l'eruzione fu necessario realizzare un nuovo ingresso che portava direttamente al primo piano; un ingresso laterale, posto sulla strada di S. Maria del Principio, permetteva l'accesso al chiostro.
Sebbene, anche stavolta, il Monastero era stato solo lambito dalla colata lavica, certamente l'intero complesso ebbe vari dissesti alle strutture, a causa dei continui terremoti che precedettero l'eruzione.
Il piano superiore rimase inutilizzato per molti anni, essendo in pessime condizioni statiche.
Nella relazione per la Santa Visita del 1803, il preposito curato Vincenzo Romano, parlando delle comunità religiose a Torre, annotava: «Il monastero dei Minori Osservanti, detto della Madonna delle Grazie, composto da 13 religiosi che vivono di elemosine». Durante il Decennio francese (1806-1815) il decreto governativo del 7 agosto 1809 ordinò la chiusura dei conventi degli Ordini religiosi possidenti: a Torre furono chiusi i conventi di San Gennaro o Santa Teresa (Carmelitani Scalzi), del Carmine (Carmelitani Calzati), di San Michele Arcangelo (Camaldolesi) e rimasero aperti conventi degli "Zoccolanti" e dei cappuccini, perché erano Ordini religiosi non possidenti.
L'8 febbraio 1811 il sindaco del tempo Aniellantonio Cirillo inviò all'intendenza di Napoli lo stato dei Religiosi "Zoccolanti": il Convento poteva ospitare 25 frati sacerdoti e 10 laici; i religiosi offrivano i seguenti aiuti spirituali alla popolazione: ascolto delle confessioni, celebrazioni delle Messe, assistenza ai moribondi, predicazione della Parola di Dio; la comunità era composta allora da 10 religiosi: 6 sacerdoti (tra cui il guardiano padre Leonardo da Palma Campania, al secolo Giuseppe Ferrari) e 4 laici.
Il 22 settembre 1811 la comunità degli "Zoccolanti" fu soppressa, anche a causa di alcune discordie che erano sorte tra i frati, i quali erano anche accusati di aver depredato, all'atto della loro espulsione, tutti gli arredi sacri della Chiesa. Dopo un'indagine effettuata tra il febbraio e il marzo 1812 da parte del giudice di pace di Torre, Glicerio Fortunato, tale accusa risultò infondata: i frati non avevano portato via nulla. Mancavano solo alle porte del Monastero delle chiavi e 28 serrature, 8 vetrate piccole e 2 grandi, 2 balconi di ferro e il triangolo di ferro al pozzo che serviva per attingere l'acqua: però per tali oggetti non si poteva precisare l'epoca in cui erano stati sottratti, perché non erano elencati negli inventari redatti all'atto della soppressione. Gli "Zoccolanti" furono dispersi per i vari conventi dell'Ordine non ancora soppressi. La Chiesa e il convento ebbero diverse vicende: i Torresi ricorsero all'Intendenza da cui ottennero che la Chiesa rimanesse aperta secondo l'art. 3 del decreto del 7 agosto 1809, in forza del quale il tempio fu dichiarato Santuario. Dal 1812 al 1822 si avvicendarono al governo della Chiesa vari rettori: le fonti documentarie ci ricordano i nomi di don Francesco Antonio Palomba (1812) e dell'ex camaldolese Emiliano Verderosa (1815), che rinunciò per motivi di salute, per cui il preposto Vincenzo Romano chiese al Vicario Generale monsignor Della Torre che venisse nominato al suo posto don Giovanni de Delectis. Nella visita pastorale del 1816, troviamo rettore il francescano padre Sebastiano da Frignano, al secolo Domenico Gaetano Tessitore, che appartenne all'ultima comunità "zoccolante" prima della soppressione, e in essa viene riferito che eccetto l'altare maggiore, gli altri altari della Chiesa (di S. Francesco, di S. Antonio, di S. Nicola, dell'Immacolata) erano interdetti, cioè non vi si poteva celebrare.
Per quanto riguarda il convento, il suo pianterreno, il 13 ottobre 1813, fu concesso a un imprenditore francese, monsieur Berechot, di installarci una fabbrica di verderame, che arrecava utilità ai cittadini per lo smaltimento delle vinacce e molto vantaggio al Regno, che otteneva così un risparmio sul prezzo del verderame importato dall'estero. Questa fabbrica si era meritata la protezione governativa, perché era l'unica in tutto il Regno. Il piano superiore era in pessime condizioni e vi sarebbero state necessarie delle riparazioni per la spesa di qualche migliaio di ducati, secondo una perizia fatta nel 1815 in occasione di una richiesta da parte dei Torresi di ripristinare gli "Zoccolanti", la quale fu respinta dall'autorità il 24 novembre 1919. Nel dicembre dello stesso anno, i Governatori dell'Orfanotrofio della SS.ma Trinità chiesero che le orfanelle passassero dal Castello Baronale, dove si trovavano, ai locali dell'ex convento: ma anche questa domanda non fu accolta. Nel 1820, durante il rettorato di don Vincenzo di Stasio, nell'ex convento ebbe sede una «vendita carbonara», cioè un circolo della società segreta della Carboneria. Nel 1822 il Governo concesse l'ex convento al Comune e il piano superiore fu destinato a caserma Fucilieri Reali e della Gendarmeria e, talvolta, come alloggio per le truppe di passaggio. 
Il 27 febbraio il padre barnabita Nicola Scipioni, rettore del R. Collegio di S. Maria di Caravaggio in Napoli, chiese all'Intendenza che gli fosse concesso un locale idoneo per la villeggiatura dei suoi convittori nelle vicinanze della Capitale. Dopo averne esaminati vari, trovò che l'ex convento degli "Zoccolanti" faceva al caso suo, perché poteva ospitare più di 60 convittori. Ma l'Intendenza anche questa volta respinse la richiesta perché affermò che, pur essendo una cosa buona che i convittori vi andassero a villeggiare, però i locali erano in pessimo stato e il comune non era in grado di stanziare alcuna somma per i restauri. Infine il 12 agosto 1822 dal re Ferdinando I di Borbone la Chiesa e il convento furono concessi alla Famiglia della Visitazione, la quale si trovava alloggiata in un quartino affittato dal Palazzo del Marchese di Vallelonga, avendo perduto le precedenti sedi a causa delle eruzioni vesuviane del 1794 e del 1805. Così il 2 dicembre ne fu dato il possesso al canonico Pasquale Lombardo, superiore del Ritiro. Fatta la riparazione dei locali del convento totalmente devastati e dalla chiesa, anch'essa ridotta pessimamente, la quale stava chiusa anche da diverso tempo, il 19 giugno 1825 fu trasferita la Famiglia della Visitazione e dal quel giorno in poi cominciò l'esercizio del Culto divino. Il canonico Lombardo vi stabilì una congregazione di religiosi, che seguivano la regola dell'Ordine della Visitazione, per l'educazione delle fanciulle povere della città, e ne costituì per testamento proprietario in perpetuo l'arcivescovo di Napoli protempore.
Nel 1783 il card. Giuseppe M. Capece Zurlo, arcivescovo di Napoli, avendo saputo che a Torre due buone giovani avevano aperto una scuola per fanciulle e si impegnavano con molto zelo nella loro educazione, ordinò a uno dei sacerdoti della Parrocchia di Santa Croce, don Pasquale Lombardo, di fornire loro l'assistenza. 
Egli, diffidando di sé stesso, si sottomise alla direzione del canonico della Cattedrale di Napoli, don Giuseppe Vinaccia, fondatore delle scuole femminili in Napoli. Inoltre Lombardo frequentava spesso il ven. Mariano Arciero per riceverne consigli riguardanti l'Opera delle Scuole. Col passare degli anni furono ammesse altre fanciulle bisognose perché orfane e alcune per ricevervi un'educazione. Le ricoverate venivano mantenute dall'Opera delle Scuole, mentre le educande con qualche sovvenzione mensile da parte dei genitori, tanto che nel 1794 erano giunte al numero di 23, incluse le maestre. Tutto dipendeva dai consigli del ven. Arciero e del canonico Vinaccia.
Le due scuole erano collocate in due siti di Torre per maggior comodità delle ragazze. Le pernottanti si trovavano in entrambe le case, però esse andavano alla prima scuola per gli esercizi spirituali e per le altre funzioni e, in alcune solennità, anche per il pranzo coll'approvazione del Card. Arc. Capece Zurlo, fu nominata una "monaca di casa" - suor Maria Pasquale Russo - dotata di virtù e abilità, per presiedere alle due scuole e dare a esse uniformità di regolamenti. Fu necessaria una spesa non indifferente per adattare le fabbriche delle scuole all'uso conveniente e disporre tutto anche per l'Osservanza della Regola e la comodità delle pernottanti. Capitò che don Giuseppe Corsano, che fu confessore del re Ferdinando I, essendo giunto a Torre come superiore della missione all'inizio del 1794, andando a dare gli Esercizi Spirituali alle pernottanti, osservando il tutto, disse che quello si poteva chiamare un vero Ritiro, sebbene ciò non fosse affatto nelle intenzioni di Lombardo, il quale pensava solo a eseguire gli ordini dell'Arcivescovo, prestando all'assistenza dell'Opera delle scuole e alle pernottanti, come si praticava nelle Scuole di Napoli.
L'attività industriale del signore francese durò solo pochi anni, ma con la sua famiglia continuò ad occupare i locali del Convento fino al 1822.
Dopo che la famiglia Berechot lasciò il Convento, esso fu convesso al Comune, che destinò il piano superiore a Caserma dei Fucilieri Reali e della Gendarmeria nonché come alloggio delle truppe di passaggio.
In seguito, per supplica del canonico Pasquale Lombardi al re Ferdinando I, divenne sede, dal 1826, venne adibito a sede di un orfanotrofio femminile, detto “Ritiro della Visitazione”.
Ancora una volta bisognava affrontare le pessime condizioni in cui versava il Monastero, con le porte divelte, il tetto crollato, le travi lignee e le tegole scomparse; con la conseguenza di formazione di umidità e muffe, formatesi sulle mura perimetrali di molti ambienti, mentre alcune volte del corridoio e due rampe di scale erano crollate.
I lavori di restauro durarono quasi due anni e furono seguiti da un architetto del Genio Civile.
L'istituzione, nata due anni dopo l'eruzione, nel 1796, su iniziativa dei sacerdoti napoletani Tommaso Fiore e Gennaro Scarpati aveva lo scopo di prestare assistenza alle giovanette rimaste orfane a causa dell'eruzione. Superiore del Ritiro fu nominato il sacerdote torrese Pasquale Lombardi che, con l'assenso del Cardinale Giuseppe Maria Capece Zurlo, Arcivescovo di Napoli tra il 1782 e il 1801, ottenne da Francesco I di Borbone la possibilità di trasferire l'orfanotrofio nel Convento già abitato dai Francescani.
Nel contempo il Lombardi ottenne l'utilizzo anche dei cinque moggi di terreno adiacenti al convento, già concessi dall'Università di Torre del Greco ai frati nel 1741. Nel novembre del 1826, le giovani orfane presero dimora nell'edificio: inizialmente le ragazze si occupavano esclusivamente di lavori domestici, ma in seguito per volontà di Sisto Riario Sforza, Arcivescovo di Napoli tra il 1845 e il 1877, il Ritiro fu trasformato in scuola, che poteva essere frequentata anche da studentesse provenienti dall'esterno, pagando una retta mensile, a spese proprie o del Comune o dell'Istituto stesso, tra queste alcune orfane sceglievano la vita monastica, avendo tra gli altri doveri quello di Suore di Carità in caso di epidemie.
Nel 1861 la città fu colpita nuovamente da un'altra eruzione, la lava e forti scosse di terremoto investirono il territorio, provocando molti danni ai monumenti ed alle abitazioni.
Il 22 febbraio 1863 fu aperto nello stesso istituto un asilo d'infanzia, sotto il titolo della” Visitazione”, riconosciuto come Ente Morale con decreto dei 23 dicembre 1865. Alla creazione della scuola concorsero fondi privati, ricavati da donazioni, dalla Provincia ed il Comune. 
Lo Statuto dell'Asilo, fu approvato con decreto Reale il 9 febbraio 1869 ed apposito Regolamento ne sancì le norme educative.
La decorazione pittorica del chiostro, risale all'ultima fase di presenza nell'edificio dei francescani. In ventiquattro pannelli, intervallati da ovali con ritratti di prelati e provinciali dell'ordine, solo parzialmente leggibili a causa del precario stato di conservazione e delle manomissioni subite dall'edificio negli anni, sono raffigurati episodi della vita di San Francesco.
La decorazione presenta notevoli affinità con numerosi cicli dipinti negli stessi anni in provincia di Napoli, in particolare è vicina ad un'analoga rappresentazione presente nel Chiostro del Convento francescano di Santa Maria degli Angeli a Marano, opera documentata del pittore Angelo Mozzillo.
L'artista, nato ad Afragola nel 1756, fu allievo di Giuseppe Bonito ed eseguì nel corso della sua lunga attività numerosissime opere pittoriche, oltre che nel paese natale, a Casoria (chiesa di S. Mauro), a Caivano (chiesa di S. Pietro, Santuario di Campiglione, Congrega del Sacramento), a Cimitile, a Nola, a Liveri, a San Paolo Belsito, a Palma Campania, a Scafati, a Ottaviano, a Cicciano, a Somma Vesuviana, a Castellammare di Stabia, ad Agerola, a S. Agata dei Goti, a Solopaca, a Sparanise, a Polla, a Nola, ad Ercolano e a Portici.
Anche in alcune chiese napoletane, quali S. Lorenzo Maggiore, S. Nicola alla Dogana, il Gesù Nuovo e S. Maria della Vittoria, sono conservati dipinti del Mozzillo, mentre tra i dipinti di soggetto profano si distingue la decorazione ad affresco del salone di S. Eligio in Piazza mercato, raffigurante scene della Gerusalemme Liberata. Il pittore trascorse gli ultimi anni di vita nel nolano, dove morì nel 1807.
Il 15 e 16 giugno 1794 avvenne l'eruzione del Vesuvio: oltre alla distruzione delle campagne, si ebbe anche la devastazione della maggior parte dell'abitato in Torre con la Parrocchia di Santa Croce e delle altre Chiese. Poiché la furia della lava fu tale che essa, nello spazio di 4 ore, arrivò sino al mare, gli abitanti furono costretti a fuggire velocemente senza poter salvare nulla e provvedere agli urgenti bisogni. Così fuggirono precipitosamente con la Prefetta e le maestre anche le pernottanti del Ritiro con le sole vesti che avevano addosso. La fuga avvenne verso le 7 ore (circa le ore 3 attuali) e nella stessa mattinata arrivarono a Castellammare di Stabia, dove furono accolte dal vescovo Ferdinando Crispo Doria e, alloggiate in un ritiro edificato da poco, ma non ancora occupato, vennero alimentate dal Fondo delle elemosine raccolte in sussidio dei Torresi. Essendo, però, sorta una persecuzione popolare sino al punto che venne minacciata la vita delle rifugiate, a causa di una falsa voce che si era sparsa, cioè che si pretendeva di stabilirle nel locale edificato per le Stabiesi, mentre si faticava incessantemente per ritrovare un asilo per le povere figliole, nella notte del 7 agosto 1794, esse fuggirono e si stabilirono provvisoriamente sulla Casina dei signori Avitabile, distante 1 miglio dall'abitato di Torre. Qui, con l'aiuto della Provvidenza, si fece in modo da dare loro una possibile sistemazione. Intanto, Lombardo, sin dai primi giorni dopo l'eruzione, riferì tutto al card.arc. Capece Zurlo e, recatosi da lui dopo 15 giorni, venne disposta piuttosto la soppressione del ritiro se non si fosse trovata un'adeguata soluzione. Essendo volato al cielo il ven. Mariano Arciero il 16 febbraio 1788, prese la direzione dell'Opera il Servo di Dio don Tommaso Fiore. Egli non volle assolutamente che avvenisse la soppressione, soprattutto per le condizioni di estrema povertà in cui si erano venute a trovare molte famiglie. Nella Casina Avitabile la Famiglia della Visitazione rimase fino al 28 gennaio 1795. In quel giorno si passò a una nuova casa, preparata e accomodata, secondo il possibile, a uso di Ritiro. Questa casa, di proprietà dei signori Boragine, era situata dietro la Villa del Cardinale, a tre quarti di miglio dalla Strada Regia delle Calabrie (Via Nazionale). Dal card. are. Capece Zurlo fu concesso di conservare il S.mo Sacramento e la Cappella era ben costruita e separata da tutti i lati dell'abitazione.
S'iniziò la celebrazione di tutte le funzioni ecclesiastiche con Messe solenni e vespri nelle principali solennità: non solo si facevano tutte le funzioni della Settimana Santa, ma anche le Quarant'ore del sabato precedente la domenica di Quinquagesima sino al martedì. Nella domenica fra l'Ottava del Corpus Domini, si faceva anche la processione solenne col S.mo. La Cappella fu dedicata al Mistero della Visitazione di Maria Vergine a Santa Elisabetta e se ne celebrava la solennità con rito di Prima Classe e con l'Ottava. La Famiglia fu visitata spesso dal Servo di Dio don Tommaso Fiore dal quale si recava quasi ogni settimana Lombardo per riferire tutto e ricevere i consigli opportuni.
L'Opera del Ritiro e delle Scuole era obbligata anche nei con fronti di don Gennaro Scarpati, il quale sin da quando era nella Ca sa della Missione dei Lazzaristi, sia in seguito da canonico dell Cattedrale, cooperò sempre con i suoi consigli e visite. Dopo l'eruzione del 1794, fornì un sussidio di ducati 200, come anche doi Tommaso Fiore, che continuamente fece in modo di soccorrere i Ritiro con sussidi in denaro e generi alimentari. Intanto, col passa re del tempo, la Famiglia andò crescendo giunse al numero di 70 persone, più o meno. La Divina Provvidenza non mancò mai provvederla a sufficienza, né mancavano ogni anno le provviste ne cessarie, anzi non mancò nulla anche nei tempi di carestia, quando il prezzo della farina aumentò in maniera incredibile. Durante quegli anni si fecero le suppellettili e gli arredi sacri e quanto di pii prezioso e nobile esisteva nella Cappella, per l'abbondanza dell'elemosine. Nella Visita pastorale tenuta nel 1803, il card. arc. Luig Ruffo Scilla visitò personalmente la Cappella, la sagrestia, i locali del Ritiro e la Famiglia.
Mentre l'Opera andava a gonfie vele, avvenne l'eruzione de Vesuvio la sera del 12 agosto 1805 e la lava devastò il Ritiro e siccome correva come se fosse acqua, si dovette fuggire precipitosa mente col SS.mo. Si salvò una parte dei mobili della sagrestia con le statue, per lo zelo di alcuni devoti. Tutto il resto rimase vittima del le fiamme, specialmente un ottimo organo, tutti gli scaffali, molti costosi, e tante altre cose. Il mobilio della Famiglia rimase totalmente bruciato, come le provviste per l'inverno, legumi e olio, e 1 perdite ascesero alla somma di migliaia di ducati. La mattina del 13 agosto 1805 la Famiglia si rifugiò in un quartino del Palazzo del Marchese di Vallelonga, situato prima di entra re nel centro di Torre, giungendo da Napoli (oggi è la Sede del Banco di Credito Popolare). In seguito si affittò il quartino nobile de Palazzo con la pigione di ducati annui 135 e qui si rimase fino a 1825, quando il 19 giugno, sabato, la Famiglia passò nella nuova se de e la domenica seguente 20 giugno si celebrò con esposizione del SS.mo e messa solenne in ringraziamento della Bontà divina. Questa nuova sede era il convento appartenuto per quasi due secoli e mezzo ai Padri Francescani Osservanti. Nel decennio francese (1806-1815) la comunità francescana fu soppressa e l'ex convento fu concesso all'amministrazione comunale di Torre, che lo tenne in totale abbandono, finché nel 1822 si ridusse totalmente danneggiato e in parte minacciava di crollare. In quel tempo mons. Giovanni Angelo della Porta, cappuccino, vescovo titolare delle Termopili e confessore del re Ferdinando I, avendo visitato la Famiglia nel Palazzo Vallelonga e avendo compassione per essa, perché priva di abitazione propria, s'impegnò di ottenerle una sede da parte del re e siccome si trovava disponibile l'ex convento dei Francescani, ne parlò con il sovrano. Ma il vescovo dovette stentare per ottenere ciò che aveva promesso: dovette combattere con l'Intendenza che aveva concesso il pianoterra al francese monsieur Berechot, che si era impiantato una fabbrica per il verderame. L'Intendenza fece al re tre relazioni contrarie alla concessione, esagerando il beneficio della fabbrica, che tra l'altro in pochi anni cessò la propria attività. L'opposizione fu tale che il re, omettendo la corrispondenza con l'Intendenza, inviò il ministro degli Interni, marchese d'Amato, per regolare la questione e concedere alla Famiglia l'ex convento e la Chiesa di S. Maria delle Grazie. Il 19 novembre 1822 il re firmò la concessione e il 2 dicembre fu dato il possesso dell'ex convento e della Chiesa a don Pasquale Lombardo, superiore del Ritiro. Siccome il pianoterra era abitato da Berechot, gli si diede tempo affinché si potesse provvedere di una casa entro il 4 maggio successivo. Mons. Della Porta consegnò a Lombardo ducati 100 per incominciare il riadattamento dei locali, e dopo pochi giorni, per mezzo del suo segretario, diede altri ducati 30. Il 31 dicembre iniziarono le riparazioni dell'ex convento. Lombardo col Crocifisso, la superiora, con poche delle educande più anziane e più esperte, si recarono nella Chiesa a implorare la Divina Misericordia per ottenere la sua benedizione per incominciare l'opera e la sua assistenza e provvidenza per continuarla e condurla a termine. Il convento era ridotto in uno stato da fare orrore. Tutti i pezzi d'opera erano danneggiati, eccetto poche porte e finestre totalmente inservibili; solo la porta della Chiesa era in buono stato, come quella della portineria. Il tetto era devastato e in gran parte danneggiato, essendo stati trasportati via il legname e le tegole. Perciò le acque erano penetrate all'interno dei muri che erano ricoperti di muffa verdastra. Una volta di corridoio era cadente e supportata, la scala principale molto rovinata e altre due distrutte. Basti pensare che solo per il legname se ne comprò sino a 30 carrette: da ciò si può intuire quale e quanto lavoro occorse per tutto il resto. La riparazione durò un anno e otto mesi e a giudizio di un architetto del Genio Civile, che visitò il convento ed esaminò il rifacimento per ben tre volte, fu stimata oltrepassare la somma di ducati 15.000. In questo lavoro si segnalò un benefattore, Salvatore Ferraro, che era impiegato come appaltatore presso l'Ospedale di San Giacomo di Napoli. Molti lavori furono fatti a sue spese, come le vetrate, la pitturazione di tutto il legname, tutte le ferrature e altro. Né cessò, per tutto il tempo della riparazione, di mandare da Napoli somme considerevoli. L'ex convento e la Chiesa erano circondati da una vigna che apparteneva all'Università di Torre. Il 4 aprile 1741 i cittadini la cedettero ai Francescani in considerazione dei servigi religiosi che si prestavano alla popolazione. La concessione fu fatta con la clausola della revocabilità. Intanto i Francescani ne godettero in seguito, pacificamente, l'utile dominio. Avvenuta la soppressione della Comunità francescana nel 1811, la vigna passò nel Demanio. Nel 1822 fu concessa come congrua alla Parrocchia di S. Strato di Posillipo. Nel maggio del 1826, mentre si accelerava la riparazione della Chiesa, stando la sua porta aperta, vi si introdusse il principe Antonino Lucchesi Palli di Campofranco, Maggiordomo Maggiore del re Francesco I. Il rettore Lombardo si trovava in Chiesa e accompagnò quel visitatore, benché non lo conoscesse. Il principe visitò tutto l'ex convento e, stando nel pianoterra, sentendo che la vigna non era stata concessa al Ritiro, ne rimase tanto sorpreso che disse a Lombardo: «Voi assolutamente non potete farlo occupare dalle povere figliole per non esporle a lacrimevoli disastri». Nel congedarsi, essendogli stato chiesto chi egli fosse, rivelò la sua identità e promise di adoperarsi per la povera Famiglia della Visitazione.
Iniziatosi ad abitare il Ritiro, sempre più si evidenziavano il disordine, la soggezione, l'indiscrezione del colono affittuario e i pericoli derivanti da ciò e si vide la necessità dell'acquisto della vigna. Si fece una supplica al re Francesco I per mano del principe di Campofranco, ma le opposizioni sembravano insormontabili, perché la vigna era in possesso della Parrocchia di S. Strato di Posillipo, che l'aveva avuta assegnata come congrua per il parroco prò tempore, che era allora don Giuseppe Bisogno, elemosiniere del re fin da quando era principe ereditario.
Ma la Bontà divina già aveva destinata la grazia e il principe di Campofranco tanto insisté presso il re, che si ottenne alla fine del 1828 che la vigna fosse concessa al Ritiro, avendo il re posto sul Gran Libro del Debito Pubblico una somma da ricavarne una rendita di ducati 100 l'anno che assegnò alla Parrocchia di S. Strato. Siccome la vigna fu valutata ducati 150, rimase a carico del Ritiro la tassa fondiaria di ducati 24 l'anno e di ducati 26 annui da pagarsi al parroco prò tempore di S. Strato. In seguito il Ritiro fu esonerato da questo pagamento dalla Nunziatura Apostolica, la quale provvide a indennizzare la Parrocchia di S. Strato. Il beneficio della vigna fu incalcolabile per il bene spirituale e morale del Ritiro, ma per quanto riguardava l'interesse materiale, si andò molto male. La vigna, di 3 moggia, si trovò devastata dal pessimo colono in modo tale che le viti in parte erano secche e in parte prossime a perire. Buona parte della vigna era totalmente incolta per il resto, durante il primo anno, fu necessaria la spesa di ducati 146 per i soli spalandroni, cioè i pali di sostegno per le viti. Le spese furono ingenti, non solo per piantare la vigna, ma anche per calare e riparare le viti che stavano per perire. Con enorme fatica si era resa atta alla coltura la parte che era stata occupata dalla lava nel 1794, sicché la parte alberata, con un piccolo giardino contiguo che si era acquistato, si avvicinava alle 5 moggia. 
Nel 1795, con Real Dispaccio, il re Ferdinando IV approvò il Ritiro e il re Ferdinando II diede il Regio Assenso e approvò i Regolamenti. Sin dal principio si abbracciò la Regola e l'abito dell'Ordine della Visitazione fondato da San Francesco di Sales e da San Giovanna Francesca di Chantal, però adattata alle circostanze di un semplice Ritiro di povere orfane. L'Opera era destinata ad accogliere povere orfane, soprattutto quanto più erano derelitte, però innocenti, nato da legittimo matrimonio, che non fossero mai state a servizio o vagabondato per le strade, perché era facile che avessero appreso la malizia e difficilmente si sarebbero potute sottomettere alla vita regolare. A tale scopo e per mettersi al sicuro, si accettavano bambine in tenera età e se ne erano accolte anche di inferiori ai due anni. Il cardinale Luigi Ruffo Scilla, esaminata l'Opera nella Visita pastorale 1803, ordinò che le figliole che dovevano ammettere non avessero oltrepassato i 6 anni di età. I benefattori più insigni furono: mons. Della Porta, il principe di Campofranco, Salvatore Ferraro, il re Francesco I, il quale anche da principe ereditario soccorse con elemosine il Ritiro, mostrò sempre affetto per l'Opera e trattò familiarmente il rettore Lombardo, il quale affermò sempre di essere stato un semplicissimo esecutore di ordini e servo dell'Opera e a lui niente si doveva per l'Istituzione del Ritiro. Il re, prima di ammalarsi mortalmente, il 1º luglio, vigilia della festa della Visitazione, si recò in Chiesa con la Regina e tutta la Famiglia Reale, poi visitò il Ritiro e trattò tutti con grande affabilità e concesse un beneficio di ducati 200 dalle tasse diocesane per le necessità urgenti del Ritiro. Inoltre fu stupenda la carità di Nicola Cassese, Commissario dei Reali Pacchetti (Navi postali) e della Darsena. I suoi soccorsi erano continui: egli forniva tutta la provvista dell'olio per l'anno intero, come pure del formaggio e del lardo sufficiente per la maggior parte dell'anno; interi e lauti pranzi nelle solennità; cera e incenso per le funzioni religiose: fatti i conti, la spesa totale si avvicinava ad un migliaio di ducati l'anno. Nel 1799 le polizze bancarie si abbassarono fino al 18% e Cassese cambiò ducati 300 di polizze senza subire alcuna perdita, tutti in moneta d'argento da una piastra. Di questa carità si avvantaggiarono molto anche le persone di servizio. Questi benefici cominciarono a cessare in parte durante il Decennio francese, dal 1810 terminò del tutto e pochi anni dopo il benefattore passò a miglior vita. Menzione particolare merita il barnabita S. Francesco Saverio M. Bianchi, che ebbe sempre particolarissimo affetto per il Ritiro e gli procurò continuamente aiuti in generi alimentari e in somme di denaro considerevoli. Il Ritiro ebbe la consolazione e l'onore di averlo ospite, essendo stato obbligato a prender aria a Torre per le sue indisposizioni. Nel 1804 egli si trattenne per più di due settimane, e al principio di ottobre fino al 22 novembre 1805, abitò nelle due stanze del Rettore e celebrò nella Cappella del Ritiro. Essendo morto il Servo di Dio don Tommaso Fiore, prese la direzione del Ritiro padre Bianchi, presso il quale Lombardo si recava ogni settimana per ricevere ordini e consigli.
Agli inizi della fondazione del Ritiro, le orfane venivano istruite solo nei lavori domestici. Quando assunse la carica di arcivescovo Sisto Riario Sforza (1845), il quale stabilì il regolamento, il Ritiro fu trasformato in Educandato. Venne aperta una scuola che poteva essere frequentata non solo dalle orfane, ma anche da altre ragazze, di cui alcune a pagamento, altre a spese del Municipio e diverse a cura del Ritiro stesso. Fra le orfane alcune prendevano l'abito religioso e fra gli altri doveri avevano quello di assistere, come suore di carità, gli ammalati in caso di epidemia. Nel 1863, con gli avanzi delle somme di denaro inviate da tutta l'Italia per soccorrere i Torresi devastati dall'eruzione vesuviana dell'8 dicembre 1861, vi fu fondato un Asilo infantile sotto il titolo della Visitazione. Nel 1923, essendosi quasi estinta l'antica comunità visitandina, ne presero il posto le suore dell'Addolorata e della Santa Croce, fondate dal canonico Giuseppe Brancazzio (1773-1842) e si realizzò così la fusione dei due Ritiri dell'Addolorata e della Visitazione.
Nel 1923 subentrò alla comunità della Visitazione la Congregazione delle Suore dell'Addolorata e della Santa Croce, che mantennero la funzione di asilo del Convento e ne divennero proprietarie nel 1987.
A partire da quel momento, le suore dell'Addolorata e della Santa Croce si posero il problema di recuperare lo storico edificio, sua per sottrarlo all'usura del tempo sia per restituirlo alla fruizione dell'intera città, anche in considerazione della centralità della struttura conventuale e dell'annessa area esterna che, in singolare continuità con la villa comunale, avrebbe ben potuto essere utilizzato dai cittadini di Torre del Greco.
Inizialmente, attraverso il ricorso all'autorità giudiziaria, le suore riuscirono a liberare l'edificio dagli occupanti che, a varie riprese, avevano indebitamente utilizzato il piano inferiore del complesso conventuale per abitazioni e per attività commerciali. Ottenuta la piena disponibilità del Monastero, le suore, che, per certo, non disponevano di autonome risorse finanziarie per provvedere ai lavori di restauro e consolidamento statico dello stesso, esperirono tutte le più opportune iniziative per reperire mezzi finanziari necessari allo scopo.

## Il monastero ed il Vesuvio
Il Monastero degli Zoccolanti e la sua storia è strettamente legata alle eruzioni del Vesuvio avvenute nel 1631 e nel 1794. Fu proprio in occasione di quest'ultima eruzione che l'edificio fu circondato dalla lava e si conservò intatto in quanto sorgeva su un promontorio.
All'interno del cortile si rifugiarono molti torresi che scamparono alla morte tra le robustissime mura.
Ne rimasero alcuni giorni imprigionati dove esaurirono molto velocemente le riserve dei frati e si racconta che quando tutto fu quieto si rischiarò il cielo e i frati poterono uscire, trovarono delle pecore in pascolo fuori dal proprio giardino insieme a molte altre cose probabilmente trascinate a valle dalla lava e anche per questo si gridò al miracolo.

## Dipinti all'interno del monastero
Di grande rilievo il piano terra dove lungo i portici venne dipinto tutto il ciclo pittorico dedicato alla vita di San Francesco, attribuite alla mano del pittore Angelo Mozzillo. Ventisette pannelli di grandi dimensioni nei quali in affresco policromo si racconta la storia del Santo dalle sue prime fasi vocazionali, passando attraverso l'episodio del Crocefisso di San Damiano, fino a giungere all'episodio del lupo di Gubbio. In un pannello si riconoscono le clarisse e in un altro posto di fronte alla grande porta d'accesso, si riconosce l'immagine della Madonna in trionfo tra le nuvole, putti e atmosfere cromatiche di particolare suggestione.